# Arrivederci domani
Arrivederci domani (Do widzenia, do jutra) è un film del 1960 diretto da Janusz Morgenstern.

## Trama
Jacek è un giovane attore teatrale che un giorno d'estate incontra a Danzica una ragazza francese di nome Marguerite. Figlia di un diplomatico, Marguerite è costretta a viaggiare di città in città al seguito del padre. Nonostante la barriera linguistica e la diversa posizione sociale, i due ragazzi si frequentano per un breve periodo. I sogni e le fantasie di Jacek, tuttavia, devono arrendersi alla realtà. Una sera, dopo aver fantasticato del loro futuro insieme davanti al cancello della casa di Marguerite, i due si lasciano con la promessa di rivedersi il giorno dopo. Quando l'indomani Jacek entra per la prima volta nel giardino della villa, scopre che Marguerite e suo padre sono andati via.

## Produzione

### Sceneggiatura
Nell'estate del 1958, il direttore della casa di produzione Kadr, Tadeusz Konwicki, propose a Janusz Morgenstern di realizzare un film privo di contenuti politici. Durante le riprese di Cenere e diamanti di Andrzej Wajda, Morgenstern propose al suo amico Zbigniew Cybulski di realizzare un film di questo tipo. Nel tempo libero, Cybulski e Bogumił Kobiela scrissero il racconto che avrebbe costituito il soggetto del futuro film. Con il tempo, Cybulski fu sempre più coinvolto nel progetto, dando alla sceneggiatura un tono autobiografico. Il prototipo per il personaggio di Marguerite fu Françoise Buron, figlia del console francese in Polonia, che era rimasta entusiasta delle performance di Cybulski nel teatro studentesco Bim-Bom di Danzica, attivo dal 1954 al 1960, e del quale il giovane attore era supervisore artistico: Cybulski si innamorò di Françoise, ma lei lasciò Danzica e non vi fece più ritorno. Il ruolo di Marguerite fu interpretato da Teresa Tuszyńska, un'attrice non professionista.

### Riprese
Le riprese iniziarono nell'agosto 1959 nell'area della Tripla Città.

## Distribuzione
La prima del film ebbe luogo il 25 aprile 1960 al cinema Atlantic di Varsavia.

## Riconoscimenti
Nel 1961, il film ha ricevuto un premio per la regia al Festival Internazionale del Cinema di Stanford e un premio per la fotografia al Festival del Cinema di Melbourne.